# Caffrogobius saldanha
Caffrogobius saldanha és una espècie de peix de la família dels gòbids i de l'ordre dels perciformes.

## Morfologia
- Els mascles poden assolir 12 cm de longitud total.[4][5]

## Hàbitat
És un peix de clima subtropical i demersal que viu fins als 7 m de fondària.

## Distribució geogràfica
Es troba a Àfrica: des de Namíbia fins a East London (Sud-àfrica).

## Observacions
És inofensiu per als humans.